# Subterranean Omnidelic Exotour
Subterranean Omnidelic Exotour è un album di John Foxx e Louis Gordon, pubblicato e distribuito in edizione limitata di 500 copie durante il tour del 1998. Vengono eseguiti 'dal vivo' in studio di prova brani che coprono tutta la carriera di John Foxx dagli anni con gli Ultravox e anche da solista, tutti in chiave puramente elettronica. Di particolare noto è il brano Overpass una rivisitazione del singolo di esordio Underpass del 1980.
Il CD verrà ripubblicato nel 2002 insieme ad una registrazione dal vivo del Golden Section Tour del 1983 sotto il titolo di The Omidelic Exotour, e di nuovo nel 2008 come secondo CD dell'edizione speciale di Shifting City, ambedue con l'aggiunta del brano Dislocation.

## Tracce
1. 20th Century – 6:22
2. Burning Car – 8:37
3. Overpass – 5:53
4. This City – 4:35
5. Hiroshima Mon Amour – 4:58
6. Just For A Moment – 4:02
7. The Quiet Men – 5:09
8. An Ocean We Can Breathe – 6:32
9. Through My Sleeping – 5:29
10. The Noise – 4:58
11. Shifting City – 8:36
12. Endlessly – 8:12